# Kesteloot (Adelsgeschlecht)

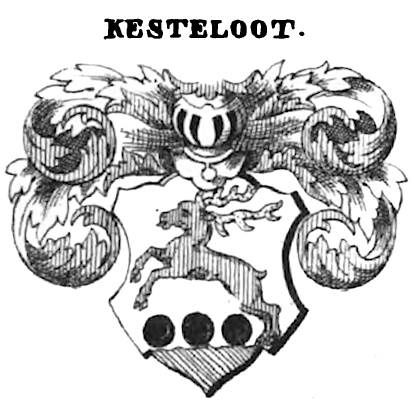
Wappen derer von Kesteloot(t)

Die Herren und Barone von Kesteloot, auch geschrieben Kesteloott, waren ein ursprünglich aus den Niederlanden stammendes preußisches Adelsgeschlecht.
Eine Verwandtschaft zum westfälischen Uradelsgeschlecht der von Ketelhodt wurde nie belegt.
Die bekannte Stammreihe der deutschen Linie der Familie beginnt mit Isaak von Kesteloot aus Danzig († 1757), welcher in den Schlesischen Kriegen im Dragonerregiment Württemberg (Nr. 12) kämpfte und als Stabskapitän während des Siebenjährigen Krieges am 4. September 1757 bei Dresden fiel. Sein Enkel war der preußische Generalmajor Ernst Heinrich Leopold von Kesteloot.
Der letzte auffindbare männliche Vertreter der Familie war der Kaufmann Oskar von Kesteloott, welcher Ende des 19. Jahrhunderts in Berlin lebte, sodass das Geschlecht als erloschen gelten muss.

## Gutsbesitz
Die von Kesteloot besaßen bei Königsberg (Ostpr.) die Güter Bombitken (Kr. Heiligenbeil) und Romitten (Kr. Preußisch Eylau).

## Genealogie und Verwandtschaft zu anderen Adelsgeschlechtern
Über den eigentlichen Stammbaum der von Kesteloot ist bislang wenig bekannt; dies beinhaltet sowohl ihre trotzdem als sicher geltende ursprüngliche Abstammung aus niederländischem Adel als auch die Frage der zwar seinerzeit diskutierten, aber nie erwiesenen Verwandtschaft zu den von Ketelhodt. Das Wissen über die familiären Verbindungen zu anderen (deutschen) Adelsgeschlechtern ist ebenfalls nur in Teilen erhalten geblieben.
Belegt ist eine eheliche Verwandtschaft zu den von Maltitz des Hauses Kummerow und somit in aufsteigender Linie auch zum Geschlecht derer von der Groeben. Ebenso bestand eheliche Verwandtschaft zur ostpreußischen Linie der von Freyhold.

## Bekannte Familienmitglieder

Verlustanzeige über den Reisepass des Baron Wilhelm von Kesteloott aus dem Amtsblatt der Preußischen Regierung zu Koblenz vom 24. August 1834

- Ernst Heinrich Leopold von Kesteloot (1778–1847), preußischer Generalmajor und Kommandeur der 14. Infanterie-Brigade
- Leopold von Kesteloott, Schriftsteller
- Baron Wilhelm von Kesteloott (* um 1808), Schauspieler, Direktor des Revaler Theaters, Herausgeber der Zeitschrift Die Zeit (Tagesblatt für Literatur und Moden) und Redakteur des Berliner Modenspiegel[7][8][9][10]
- Marianne von Kesteloott geb. Kainz (1800–1866), Sängerin, Ehefrau von Baron Wilhelm von Kesteloott[11]
- Oskar von Kesteloott, Kaufmann und Berliner Repräsentant der Nürnberger Vereinsbank,[12] Gründungsvorsitzender des Zehlendorfer Turn- und Sportvereins von 1888[13]

## Wappen
Das Wappen derer von Kesteloot war laut Siebmacher weiß mit rotem Hirsch, der über drei nebeneinander gestellten Kugeln auf grünem Rasen springt. Decken: rot und weiß.